# The Evaporators
The Evaporators es una banda de rock formada en 1986, en Vancouver, Columbia Británica, Canadá. Liderado por el vocalista Nardwuar the Human Serviette.
El grupo aunque no ha llegado al éxito, es considerado uno de los principales precursores del punk rock de los años 80 independiente en Canadá.
La mezcla musical del grupo va desde el punk rock, hasta el garage rock, aunque ellos satiricamente definen su sonido como "Teenage Zit Rawk Angst".
Las letras del grupo, tratan temáticas de comedia, parodia y humor blanco.

## Integrantes

### Formación actual
- Nardwuar the Human Serviette - vocal, teclados
- John Collins - bajo
- David Carswell - guitarra
- Scott Livingstone - batería

### Exintegrantes
- Lisa Marr - ? (? - ?)
- Chris Murphy - ? (? - ?)

## Discografía

### Álbumes de estudio
- 1996: "United Empire Loyalists"
- 1998: "I Gotta Rash"
- 2004: "Ripple Rock"
- 2007: "Gassy Jack & Other Tales"
- 2012: "Busy Doing Nothing"

### EP
- 1992: "Welcome to My Castle"
- 1995: "Canadian Relics"

### Compilaciones
- 1991: "Clam Chowder & Ice vs. Big Macs & Bombers"
- 1995: "On Guard for Thee: A Collection of Canada's Youth Gone Bad"
- 1996: "Oh Canaduh!"
- 2000: "It's a Team Mint Xmas 2000!"
- 2001: "Team Mint Volume 2!"
- 2004: "It's a Team Mint Xmas Vol. 2!"
- 2006: "Fresh Breath of Mint!"
- 2006: "A Mint Harvest: Mint Records Sampler - Fall 2006 Version"
- 2007: "Do the Mint Twist!"
- 2008: "Wheee! It's a Team Mint Sampler!"
- 2009: "A Wild Pear"
- 2011: "Team Mint 20"

### Sencillos
- "I Don't Need My Friends"
- "Honk the Horn"
- "I'm Going to France"
- "Welcome to my Castle"